# Mathieu d'Amours de Freneuse
Pour les articles homonymes, voir D'Amours et Freneuse.
Mathieu d'Amours de Freneuse (baptisé le 14 mars 1657 et mort en 1696) était seigneur en Acadie et membre du Conseil souverain de la Nouvelle-France.

## Biographie
Fils de Mathieu d'Amours de Chauffours et Marie Marsolet, elle même la fille de Nicolas Marsolet, il entame des études au séminaire de Québec de 1677 à 1680 afin de devenir prêtre. Son paternel lui donne des terres situées entre Jemseg et Naxouat (Nashwaak), sur la rivière Saint-Jean, en Acadie, en 1684. Sa seigneurie devient la mieux cultivée de la vallée. Mathieu, avec l'aide de son frère, accueille des colons qui leur permettent de construire une grange et ainsi élever du bétail.
En 1690, il prête serment au conseil souverain. Au sein de ce conseil, il y a le gouverneur Joseph Robinau de Villebon qui déteste Mathieu et ses frères, les accusant à tort de ne pas suivre la loi concernant la valeur de leurs biens.
Six ans plus tard, une expédition venant de la Nouvelle-Angleterre dirigée par le colonel John Hathorne attaque le fort Saint-Joseph, la centre de contrôle du gouverneur Villebon. Mathieu D'amours aide à défendre l'endroit contre les envahisseurs, mais qui lors de la retraite, brulent la maison et les granges de ce dernier tuant ainsi tout son bétail. Mathieu tombe malade à la suite de blessures reçues lors de l'altercation et il en décède peu de temps après.